# Paso Bonilla
Paso Bonilla es una localidad uruguaya del departamento de Tacuarembó.

## Ubicación
La localidad se encuentra situada en la zona norte del departamento de Tacuarembó, al sur del arroyo Tranqueras, junto al Paso Bonilla sobre el anterior arroyo, 10 km al sur de la capital departamental Tacuarembó, y sobre la ruta 5, junto al empalme con la ruta 59.

## Población
Según el censo del año 2011 la localidad contaba con una población de 510 habitantes.
| 74            | 368 | 743 | 286 | 445 | 510 |
| (Fuente: INE) |     |     |     |     |     |

## Economía
La actividad destacada en la zona es la forestación.